# Hierbas II
Hierbas II ou Hiarbas II (? - mort vers 82 av. J.-C.) est un usurpateur numide.

## Biographie
Il est le frère de Hiempsal II, fils de Gauda. 
Il gouverne la Numidie Orientale avec son frère en 88 av. J.-C.
Lorsqu'une guerre civile éclate entre Sylla et Marius, Hierbas prend le parti de Marius, et Hiempsal celui de Sylla.
Hierbas II se révolte contre Hiempsal II et chasse ce dernier du trône, devenant ainsi roi de Numidie orientale.
Lui et ses alliés romains sont exécutés lorsque Pompée intervient en Afrique et s’empare de la Numidie ; Hiempsal recouvre son royaume en 82 av. J.-C..